# Binayak Sen

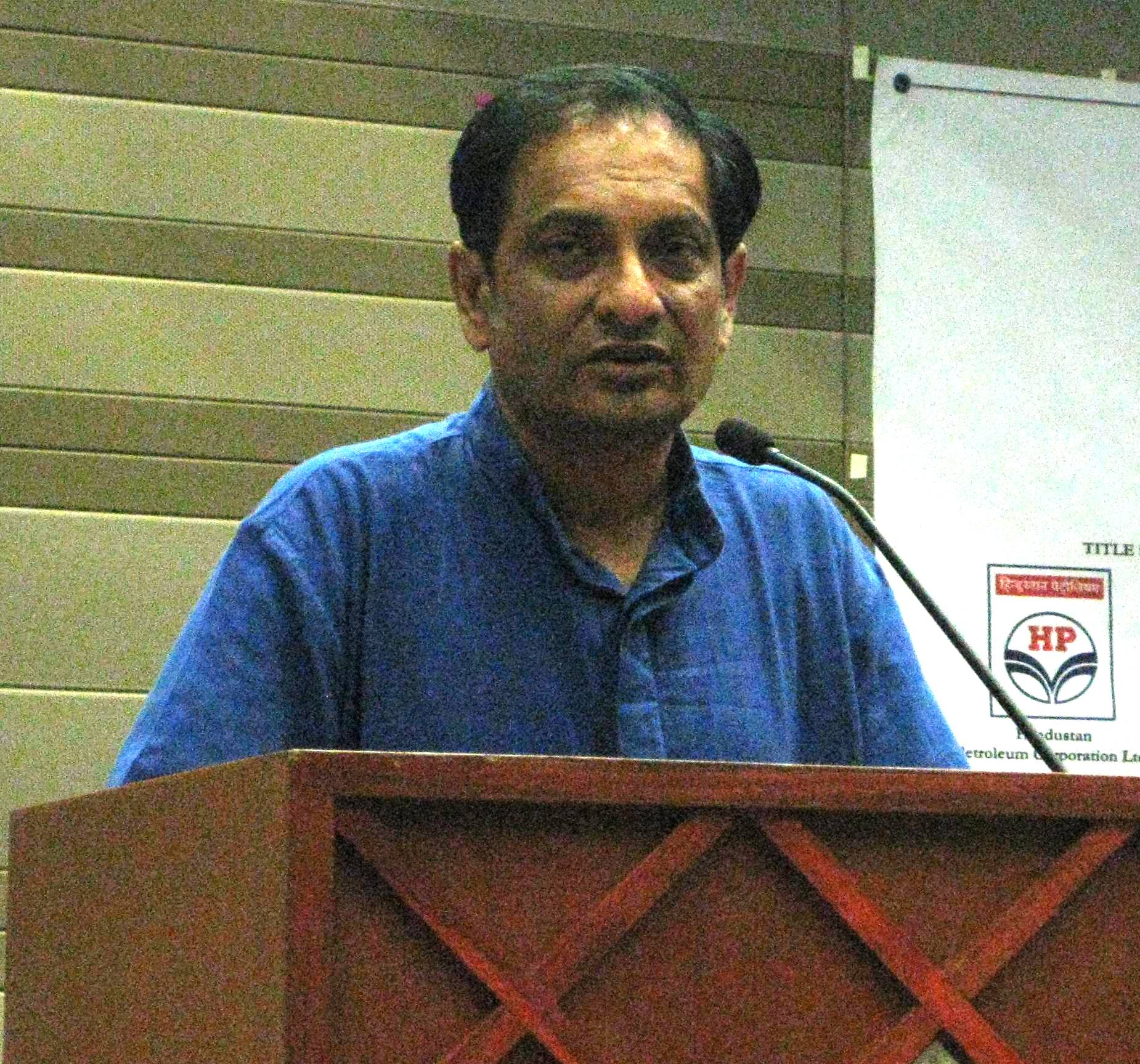
Binayak Sen en 2009

Binayak Sen est un pédiatre et membre éminent de l'Union populaire pour les libertés publiques, l'une des principales organisations de défense des droits de l'homme en Inde, basée dans l'État de Chhattisgarh en Inde. Arrêté en 2007 et accusé de proximité avec la guérilla naxalite, il a été condamné à la prison à vie en décembre 2010 pour acte de sédition par la cour suprême du Chhattisgarh puis relâché par la cour suprême indienne qui a invalidé le jugement. Binayak Sen attend aujourd'hui son jugement en appel.

## Biographie
Le Dr Sen est connu pour son action en faveur des droits de l'Homme et des soins aux plus démunis, en particulier des Adivasis et des gens de basse caste.  Il se rendait dans les villages reculés, loin des centres de soins, composés en particulier d'advisis et de mineurs de fond.  Il s'est efforcé d'attirer l'attention sur les conditions d'exploitation des richesses du sous-sol dans l'État de Chhattisgarh dans l'absolue pauvreté des populations concernées. En  1984 il a contribué à l'ouverture d'un hôpital pour ces mineurs. Il a aussi officié comme médecin à la prison de Raipur, où il soignait les détenus de la guérilla naxalite.
En tant que vice-président du PUCL (Union populaire pour les libertés publiques), principale organisation indienne de défense des droits humains, Binayak Sen a attiré l’attention sur les assassinats et autres atteintes aux droits fondamentaux des personnes au Chhattisgarh. Cet État du centre de l'Inde est le terrain de violents affrontements entre la guérilla naxalite et les forces de contre-insurrection étatiques ou para-militaires comme la Salwa Judum.
Il a reçu en 2008 le prestigieux Prix Jonathan Mann pour la Santé et les Droits de l’Homme, décerné par le Global Health Council, pour son travail dans l’État

## Arrestation
Le 13 mai 2007, il a été arrêté pour avoir violé la loi spéciale de 2005 sur la sécurité publique de l'État de Chhattisgarh ainsi que la loi sur la prévention des activités illégales laquelle avait intégré nombre de dispositions d'exceptions auparavant contenues dans la législation anti-terroriste. Il est accusé d'avoir transmis des messages aux guérilleros naxalisme emprisonnés et d'être un stratège des naxalites.
L’accusation se fonde fonde sur les visites médicales qu’il avait effectuées à la prison de Raipur auprès d’un prisonnier maoïste.
Les autorités l’ont maintenu en détention pendant sept mois sans inculpation ; la liberté sous caution lui a été refusée ; il a été détenu au secret pendant trois semaines en mars-avril 2008 ; de nombreux chefs d’accusation pesant contre lui s’appuient sur des lois ne respectant pas les normes internationales. Son procès, qui s’était ouvert le 30 avril, a été ajourné au 1er juillet.
Le procès du Dr Sen, qui a débuté aux assises de Raipur à la fin du mois d’avril 2008, n’a cependant pas été en mesure d’avancer l’ombre d’une preuve à l’appui de ces chefs d’inculpation. En mars 2009, sur les 83 témoins initialement cités à charge par le ministère public, 16 ont été écartés par les procureurs eux-mêmes, et 6 ont été déclarés “hostiles” à l’accusé. Quant aux 61 autres, leur témoignage n’a corroboré aucune des accusations portées contre le Dr Sen. Quelle que soit la valeur de ces accusations, le déroulement de la procédure présente des irrégularités particulièrement troublantes. Par ailleurs, le Dr Sen s’est vu refuser à plusieurs reprises une remise en liberté conditionnelle par la Haute Cour de Bilaspur (en septembre 2007 et en décembre 2008). La Cour suprême a rejeté sa demande et n’a pas étudié sa remise en liberté conditionnelle.
Le Dr Sen souffre du diabète et d'hypertension, qui ont rendu très difficile sa détention. Son état de santé est devenu particulièrement inquiétant après deux ans de détention. Un médecin nommé par le tribunal pour l’examiner a recommandé son transfert d’urgence pour une angiographie et, si nécessaire, une angioplastie ou un pontage coronarien.
Son procès a été ajourné au 1er juillet 2009.
Son arrestation a suscité une vague d'émotion en Inde, des personnes de renommée comme  Amartya Sen, Harsh Mander et V.R. Krishna Iyer ont demandé sa libération immédiate. La presse indienne appelle aussi à sa libération. Le Dr.Sen a aussi reçu le soutien d'organisations internationales comme Amnesty International, qui le considère comme un prisonnier d'opinion, et d'intellectuels tel Noam Chomsky. En mai 2008, 22 lauréats du prix Nobel ont même signé une déclaration publique le présentant comme un “collègue” et réclamant sa libération. Ses soutiens ont monté un site web pour réclamer sa libération: binayaksen.net
Le 26 mai 2009, Binayak Sen a pu sortir de prison après que la Cour suprême ait ordonné sa libération sous caution.

## Condamnation à la réclusion à perpétuité
Le 24 décembre 2010, VP Varma, juge de l'État du Chhattisgarh, condamne Binayak Sen à la réclusion à perpétuité pour acte de sédition condamné par l'article 124-A du code pénal indien et pour violation de la loi spéciale (Public Security Act) du Chhattisgarh ainsi que de la loi de prévention contre les activités illégales (Unlawful Activities [Prevention] Act),. Cette condamnation a suscité les critiques des opinions indiennes et internationales en raison des ajournements et des irrégularités troublantes du procès,.
Le 15 avril 2011, la cour suprême indienne a invalidé le jugement de la cour suprême du Chhattisgarh en raison des irrégularités du procès et de l'absence de preuves tangibles. "Nous sommes une démocratie. Si quelqu'un possède un ouvrage écrit par Gandhi, cela ne fait pas de lui un gandhien. Binayak Sen est peut-être un sympathisant maoïste mais cela ne le rend pas coupable de sédition", ont déclaré les juges de la Cour Suprême.Binayak Sen a été relâché sous caution en attendant son jugement en appel devant une autre cour.